# Daley Plazas julgran

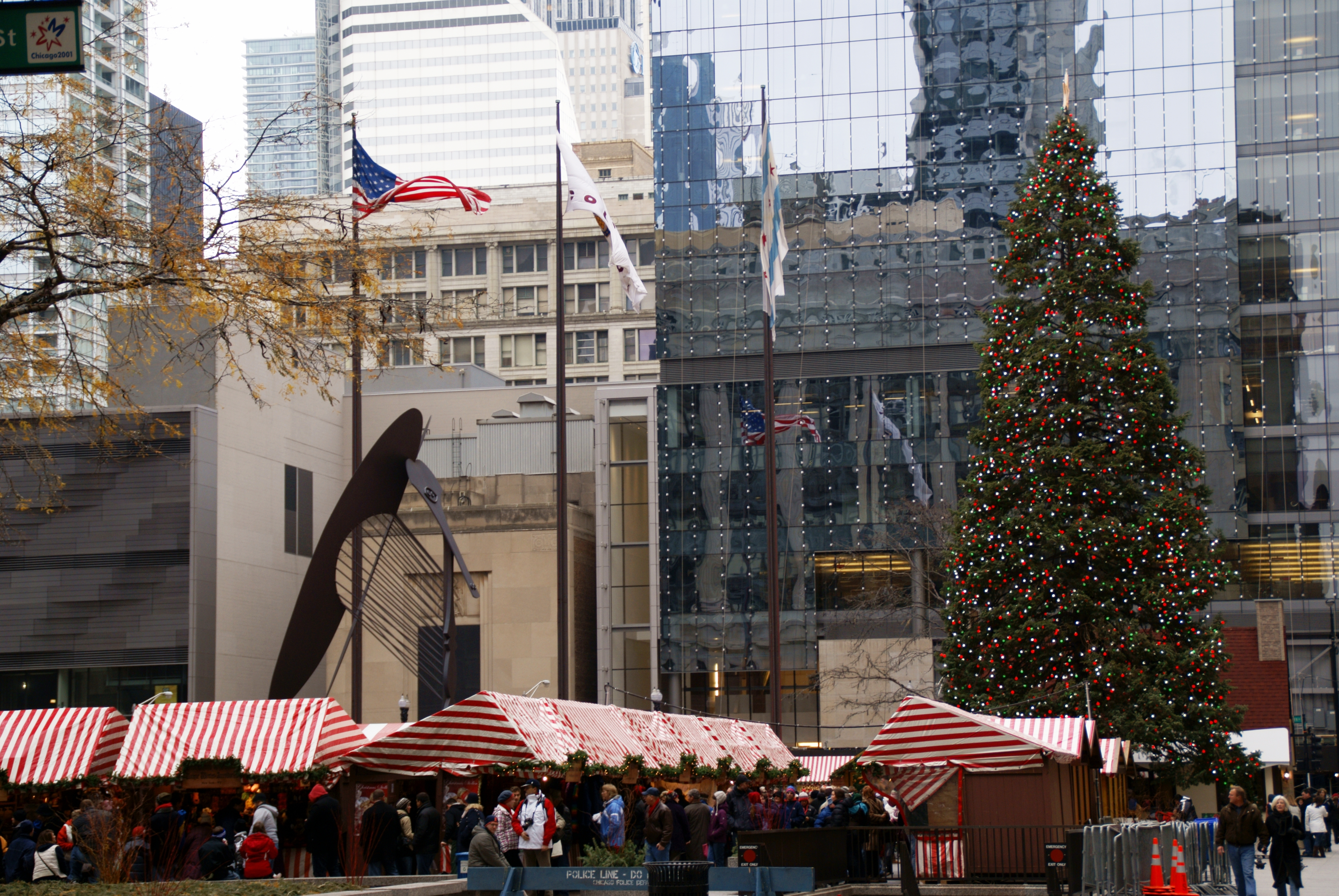
Daley Placas julgran 2009.

Daley Plazas julgran är en julgran i Chicago, som reses varje år. Den står vid Daley Plaza, men innan 1966 stod den vid Grant Park. 2010 valdes granen ut genom en tävling.

## Historia

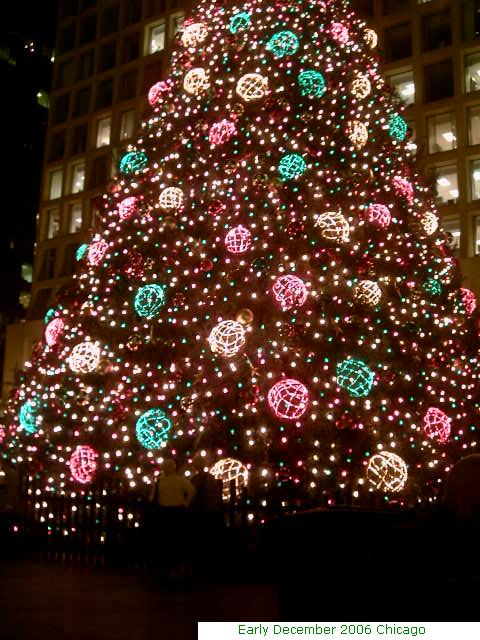
Daley Placas julgran 2006.

Den första officiella julgranen i Chicago installerades 1913 i Grant Park och tändes på julafton av dåvarande borgmästaren Carter Harrison.